# 山姆·华纳
山姆·华纳（  1887年8月10日 - 1927年10月5日）是一位美国电影制片人，他生于波兰，母亲是波兰犹太人。 1889年10月，全家移民至巴爾的摩。他是华纳兄弟的联合创始人兼首席执行官。他与兄弟杰克·华纳等人共同创立了华纳兄弟。